# Нижнероты

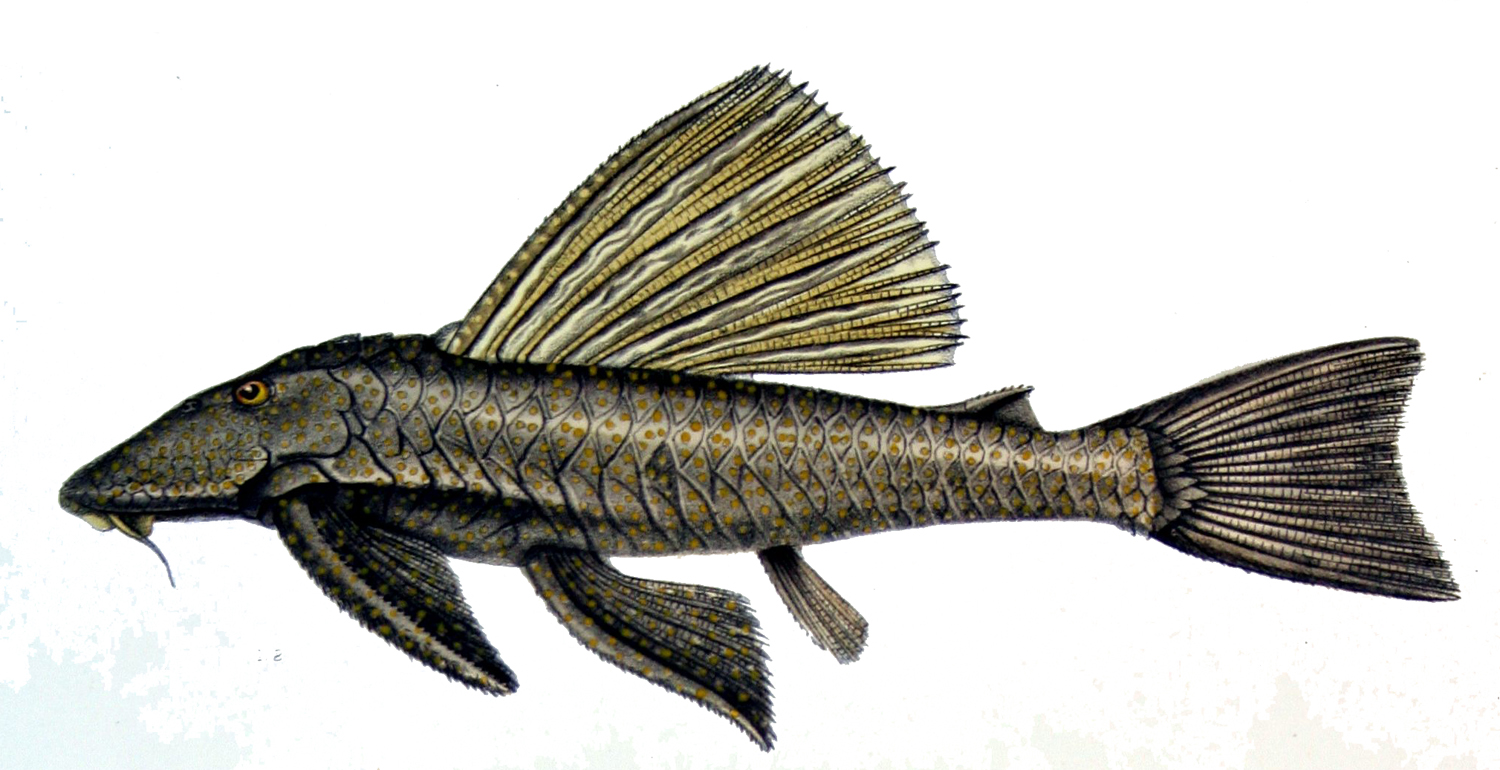
Hypostomus alatus

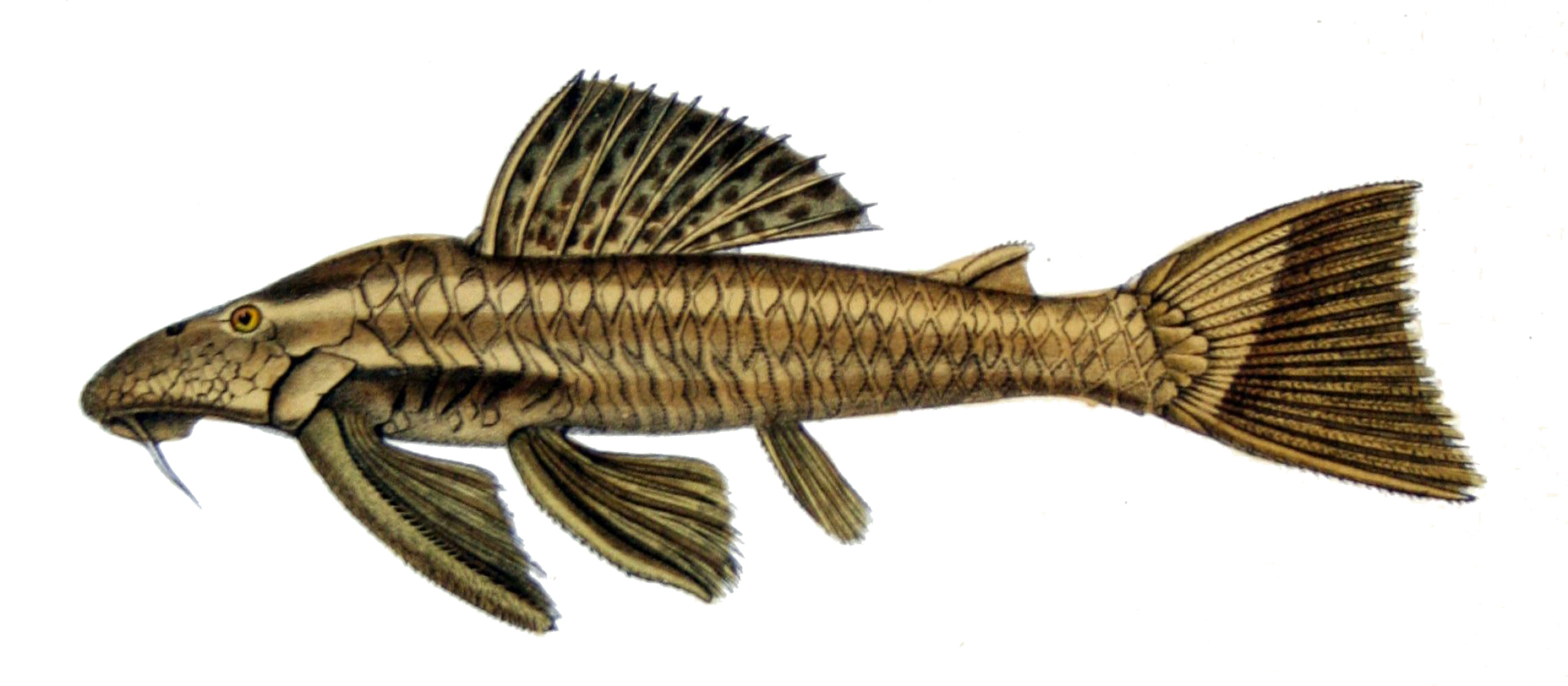
Hypostomus asperatus

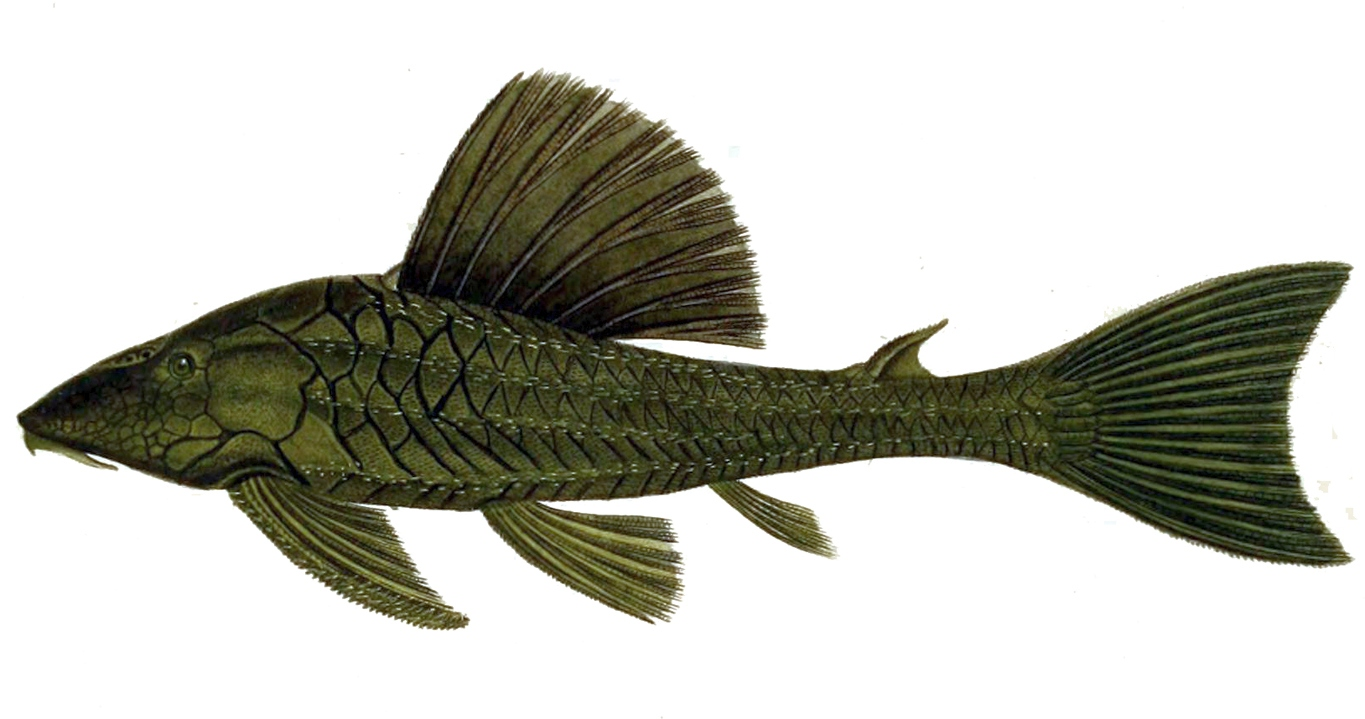
Hypostomus commersoni

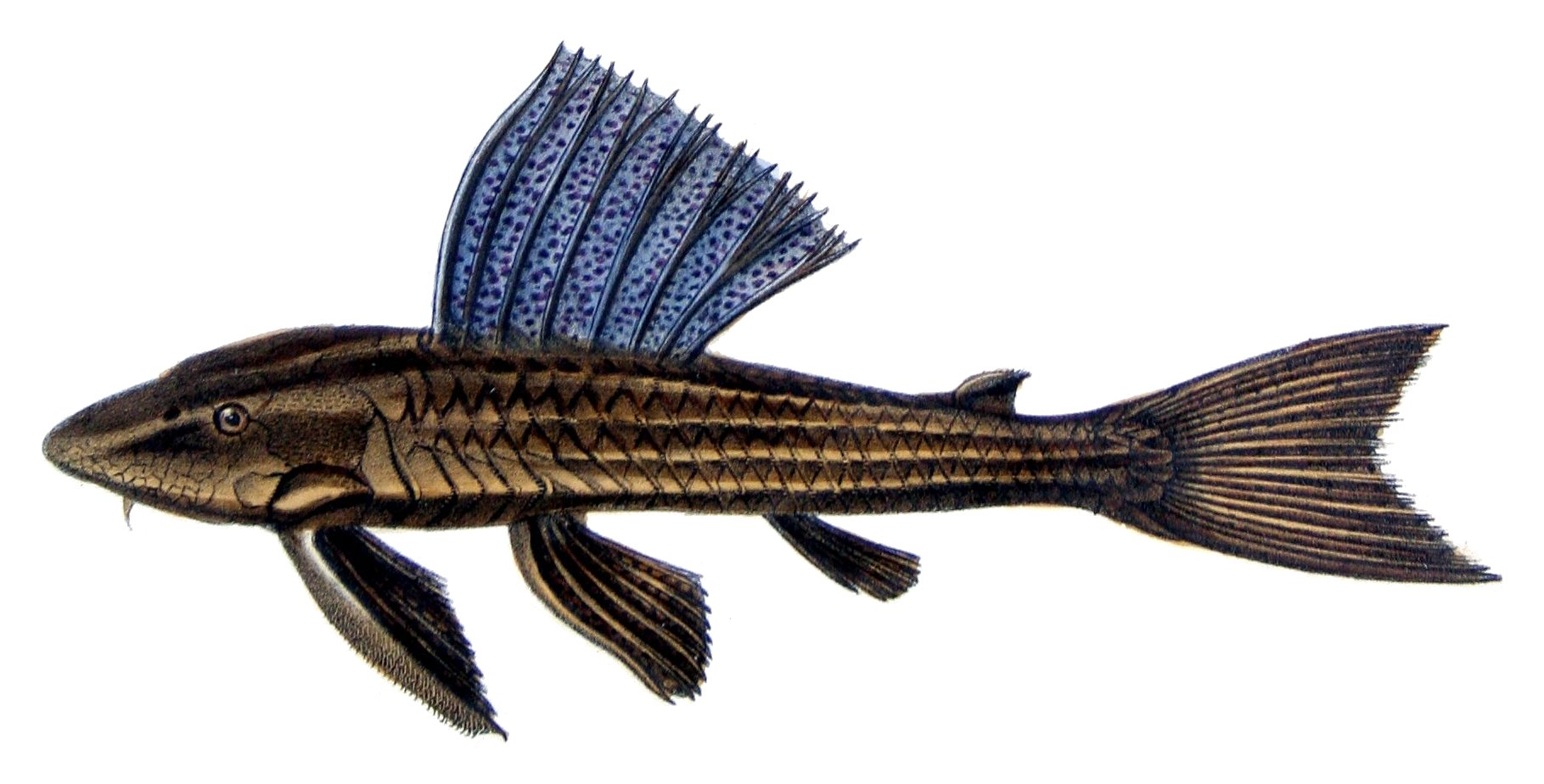
Hypostomus subcarinatus

Нижнероты, или сомики-нижнероты (лат. Hypostomus) — род лучепёрых рыб из семейства кольчужных сомов. Включает 155 видов, является крупнейшим родом в этом семействе сомов и вторым по количеству видов среди сомообразных. Научное название происходит от древнегреческих слов ύπο, то есть «под», и στόμα — «рот».

## Внешний вид и строение
Общая длина тела представителей этого рода колеблется от 4,2 до 70 см. Голова удлиненная, немного уплощенная сверху в области рыла. Рот представляет собой своеобразную присоску. Зубы гребенчатые или в форме ложки. Туловище крепкое, удлиненное, гладкое или покрыто костными пластинками. Спинной плавник довольно высокий, умеренно длинный, с первым жестким лучом (по его переднем крае присутствуют гипертрофированные одонтоды — кожные зубы). Имеют своеобразный желудок (частично толстый и частично тонкий). Грудные и брюшные плавники достаточно широкие, с их помощью эти сомы время от времени «передвигаются» по камнями и скалами. Эти плавники также имеют развитые шипы, на грудных плавниках кончики шипов выпуклые. Жировой плавник крохотный. Хвостовой плавник большой, вогнутый.
Окраска спины и боков белого цвета с чёрными пятнами или коричневый (светло- или тёмно-) или тёмно-серый с контрастными пятнами, или чёрный с красными, золотистыми и белыми пятнами. Окрас брюха колеблется от белого до чёрного.

## Образ жизни
Это демерсальные рыбы. Населяют различные биотопы: быстрые реки, большие русла с мутной водой и умеренным течением, лесные ручьи, заливные луга и болота, где наблюдается дефицит кислорода. Так, H. cochliodon, H. plecostomoides встречаются в лесных медленных реках и на заливных лугах, а H. mutucae предпочитает прозрачные, с хорошим кислородным режимом, быстрые реки с песчано-каменистым дном. Способны дышать воздухом благодаря строению желудка.
Активны преимущественно днем. Кормовая база также отличается у разных видов. Виды из быстрых рек преимущественно охотятся на водных беспозвоночных, которых всасывают ртом. Виды из спокойных рек и болот — мягкими водорослями и детритом, а также кусочками древесины. Очень прожорливы.

## Распространение
Обитают в водоемах от Центральной Америки до Аргентины. Также встречаются на острове Тринидад.

## Содержание в аквариуме
Для большинства видов сомов этого рода подходит аквариум от 150—200 литров. На дно насыпают смесь мелкого и среднего песка темных тонов. В качестве декора помещают несколько коряг и несколько камней. Растения высаживают вдоль заднего стекла. Приветствуется наличие в аквариуме растений с широкими листьями, плавающими на поверхности воды.
Неагрессивные рыбы. Селить нужно по 2—3 особи или в одиночку. Соседями могут быть рыбы средних и верхних слоев воды. Из донных рыб хорошо уживаются с коридорасами и другими видами панцирных сомов.
Для нормального развития и быстрого роста пища в аквариуме у сомов должно быть постоянно. Кормят их свежими овощами, ошпаренным листьями салата, крапивы, одуванчика, подорожника, а также живым кормом.
С технических средств понадобится внутренний фильтр средней мощности для создания умеренной течения, компрессор. Для видов из быстрых рек фильтр должен быть мощнее. Температура содержания должна составлять 18—26 °C.

## Классификация
В состав рода включают 115 признанных видов: